# Hirpicium beguinotii
Hirpicium beguinotii là một loài thực vật có hoa trong họ Cúc. Loài này được (Lanza) Cufod. mô tả khoa học đầu tiên năm 1967.